# ميغومي تاكاسا
ميغومي تاكاسا (高瀬 愛実) (10 نوفمبر 1990 في كيتامي في اليابان – )؛ هي لاعبة كرة قدم كانت تلعب كمهاجم. ولعبت مع منتخب اليابان لكرة القدم للسيدات.

## وصلات خارجية
- ميغومي تاكاسا على موقع الاتحاد الدولي (مؤرشف)  (الإنجليزية)
- ميغومي تاكاسا على موقع الاتحاد الأوربي (الإنجليزية)
- ميغومي تاكاسا على موقع قاعدة بيانات كرة القدم.إي يو (الإنجليزية)
- ميغومي تاكاسا على موقع Soccerway.com (الإنجليزية)
- ميغومي تاكاسا على موقع عالم كرة القدم.نت (الإنجليزية)
- ميغومي تاكاسا على موقع أوليمبيديا (الإنجليزية)